# Полярнинский горно-обогатительный комбинат
Поля́рнинский ГОК (Полярнинский горно-обогатительный комбинат) — ликвидированное золотодобывающее предприятие, располагавшееся в Шмидтовском районе Чукотского автономного округа и входившее в состав производственного объединения «Северовостокзолото».

## История

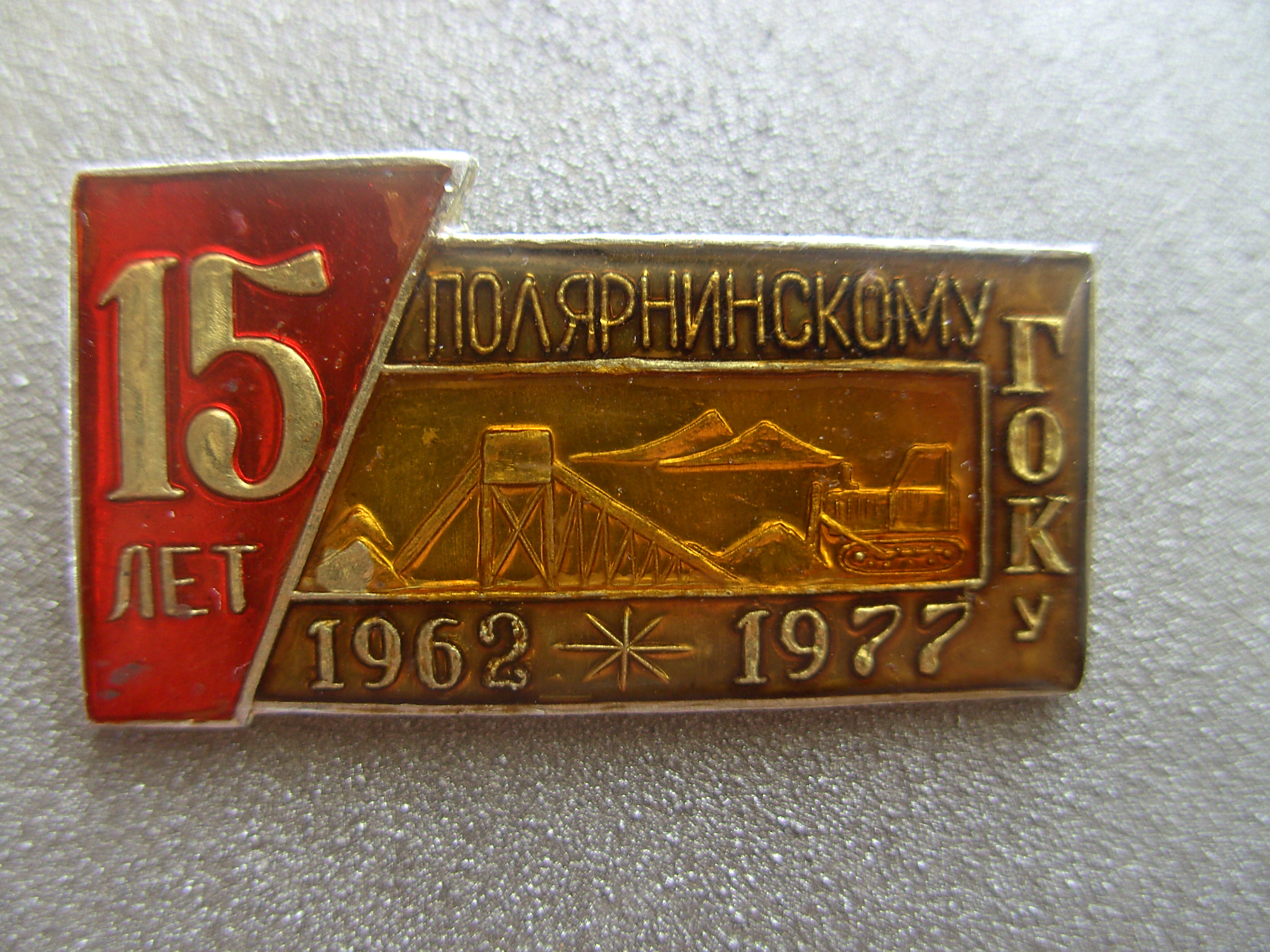
Юбилейный значок к 15-летию комбината

В 1961 году геолого-разведочной партией под руководством Владимира Петровича Полэ в районе реки Пильхинкууль было найдено золото. Дальнейшее исследование долины реки обнаружило богатое месторождение россыпного золота. 22 марта 1962 г. вышло постановление Магаданского Северо-Восточного Совнархоза о проведении подготовительных работ по организации нового прииска. 12 декабря 1962 года на участок из Певека и с прииска «Комсомольский» пришла первая колонна в составе 15 тракторов, привёзшая оборудование и стройматериалы для создающегося прииска. Началось строительство посёлка Полярный.
С расширением разработки открытых запасов россыпного золота продолжался поиск этого металла на территориях, прилегающих к прииску. Летом 1965 года на берегу Ледовитого океана, в долине реки Рывеем, в 30 километрах к северу от Полярного было открыто ещё одно перспективное месторождение золота. На его базе были организованы посёлок Ленинградский и одноимённый прииск.
В апреле 1968 года на базе двух приисков был основан Горный комбинат, который с 1969 года стал называться горно-обогатительным. Пик продуктивности предприятия пришёлся на 1970-е и начало 1980-х годов, когда в отдельные годы добыча золота доходила до 20 тонн. Полярнинский ГОК становился победителем Всесоюзного, областного, окружного и районного социалистического соревнования, был награждён орденом Трудового Красного Знамени, за трудовые достижения коллектив ГОКа был занесён на Всесоюзную доску почёта ВДНХ СССР.
С 1975 по 1982 год Полярнинский ГОК возглавлял Валерий Брайко, впоследствии — председатель Союза золотопромышленников России. Ко второй половине 1980-х годов. комбинатом добывалось около 40 % всего золота на Чукотке, себестоимость добычи была ниже средней по округу. Рентабельность предприятия составляла 25 %. Ежегодно из оборота под нужды ГОКа выводилось около 50 гектар земли.
В 1992 году комбинат прошёл процедуру акционирования и был реорганизован в АООТ «Полярнинский ГОК». 51 % акций компании остался у трудового коллектива, 49 % — у государства. В 1993 году с приходом нового руководства начались массовые сокращения работников комбината, условия труда оставшихся ухудшились. Руководство предприятия оказывало сильное давление на акционеров, вынуждая их дешевле продавать акции.
В 1995 году официально был ликвидирован посёлок Полярный, а в 1998 году — Ленинградский. После ряда организационно-правовых преобразований Полярнинский ГОК в 2004 году начал процесс ликвидации в связи с банкротством.

## Производственная деятельность

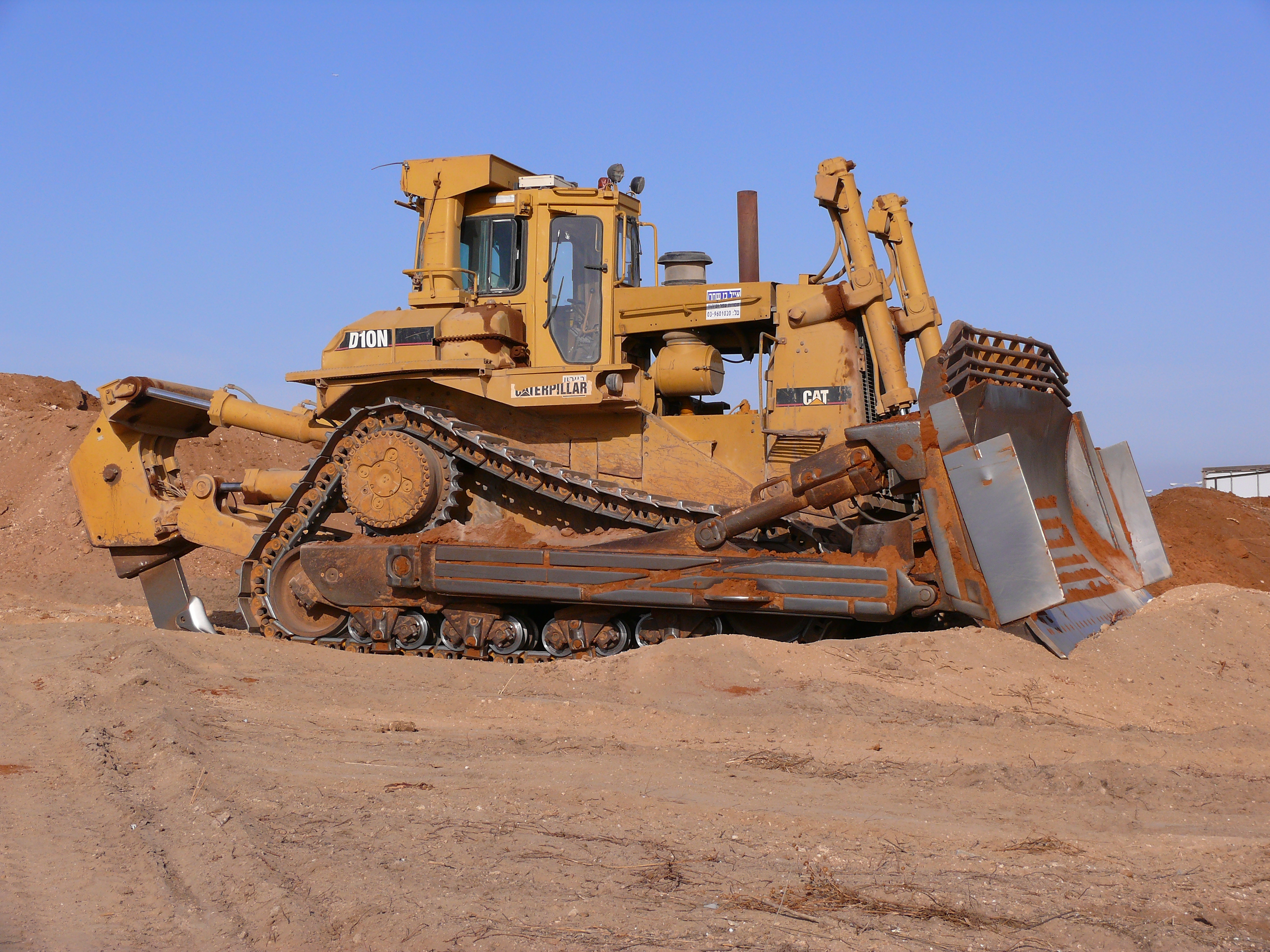
Сверхтяжёлый бульдозер Caterpillar, применявшийся на карьерах ПГОКа

Ввиду экстремальных климатических условий процесс окончательного извлечения золота происходил летом, продолжительность промывочного сезона составляла около 100 дней. Всё остальное время занимал подготовительный процесс — вскрыша торфов, производившаяся буро-взрывными работами. На Пильхинкуульском месторождении практиковались открытые горные работы, на Рывеемском и Куветском также использовался шахтный метод. На карьерах эксплуатировалась тяжёлая и сверхтяжёлая землеройная техника — бульдозеры Caterpillar, Fiat-Allis, ДЭТ-250, самосвалы БелАЗ.
В середине 1990-х годов предпринимались попытки извлечения мелкодисперсного золота путём кучного выщелачивания, однако из-за тяжёлого экономического состояния, несовершенства технологии и действий руководства прииска данный метод не оправдал свою эффективность. Завоз производственного оборудования, ГСМ и всего необходимого происходил в период летней навигации через морской порт Мыса Шмидта и причала посёлка Ленинградский.
Годовой запас жидкого топлива для прииска хранился в отработанных шахтах, из-за влияния вечной мерзлоты температура внутри всегда была отрицательная, стенки выработок намораживались льдом, получавшийся резервуар подходил под требуемый объём.

## Структура предприятия
Добычей золота занимались карьеры Северный, Южный; участок отвальной промывки Рубин, действовавший недолго, шахты Восточная, Центральная, Рывеем, Прибрежная (месторождение Рывеем), карьер Полярный, шлихообогатительная фабрика и золотоприёмный пункт (месторождение Пильхинкууль), а также шахта на реке Кувет (в 120 километрах к югу от прииска). Все работники крупнейшей шахты Восточная проживали на Полярном. В состав комбината входили вспомогательные и обслуживающие подразделения: геологоразведочная партия, автобаза, дизельные и турбинная электростанции, участки по ремонту тяжёлой техники ГПЭР (КТЗМ) и СУОГР, кислородно-компрессорная станция, ВОХР. На балансе предприятия также находились детский сад, управление рабочего снабжения (УРС), участок ЖКХ, морской причал, а также подсобное хозяйство: свинарник и молочно-товарная ферма.

## Современное состояние
На данный момент[когда?] Полярнинский ГОК хозяйственную деятельность не ведёт, техника частично распродана либо разворована. Месторождения комбината отрабатывают небольшие старательские артели — «Полярная», «Шахтёр».